# Ol Doinyo Lengai
Ol Doinyo Lengai là núi lửa vẫn còn hoạt động và là núi lửa phun natrocarbonatit duy nhất trên thế giới, trong đới tách giãn Đông Phi.
Ol Doinyo Lengai là một ngọn núi lửa hoạt động nằm ở phía bắc Tanzania và là một phần của hệ thống núi lửa của thung lũng Great Rift ở Đông Phi. Nó nằm trong các thung lũng Rift phía đông, phía nam của cả hai ngổn ngang hồ và Kenya. Nó là duy nhất trong số các núi lửa hoạt động nó tạo ra dung nham natrocarbonatite, một sự xuất hiện độc đáo của carbonatite núi lửa. Hơn nữa, nhiệt độ của dung nham của nó như nó nổi lên là chỉ có khoảng 510 °C (950 °F). Một vài núi lửa cũ carbonatite tuyệt chủng đang nằm gần đó, bao gồm cả núi Homa.